# Bohinjska Bistrica
Bohinjska Bistrica (deutsch Wochein Feistritz) ist eine Stadt in Slowenien und Zentrum der Gemeinde Bohinj. Die Stadt liegt östlich des Bohinjsko Jezero (dt. Wocheiner See) am Triglav-Nationalpark, aber selbst nicht mehr im Triglav-Nationalpark. Bis zum Ende des Habsburgerreichs gehörte die Stadt zum Kronland Krain, wobei Bohinjska Bistrica eine selbständige Gemeinde im Gerichtsbezirk Radmannsdorf (politischer Bezirk Radmannsdorf) bildete.

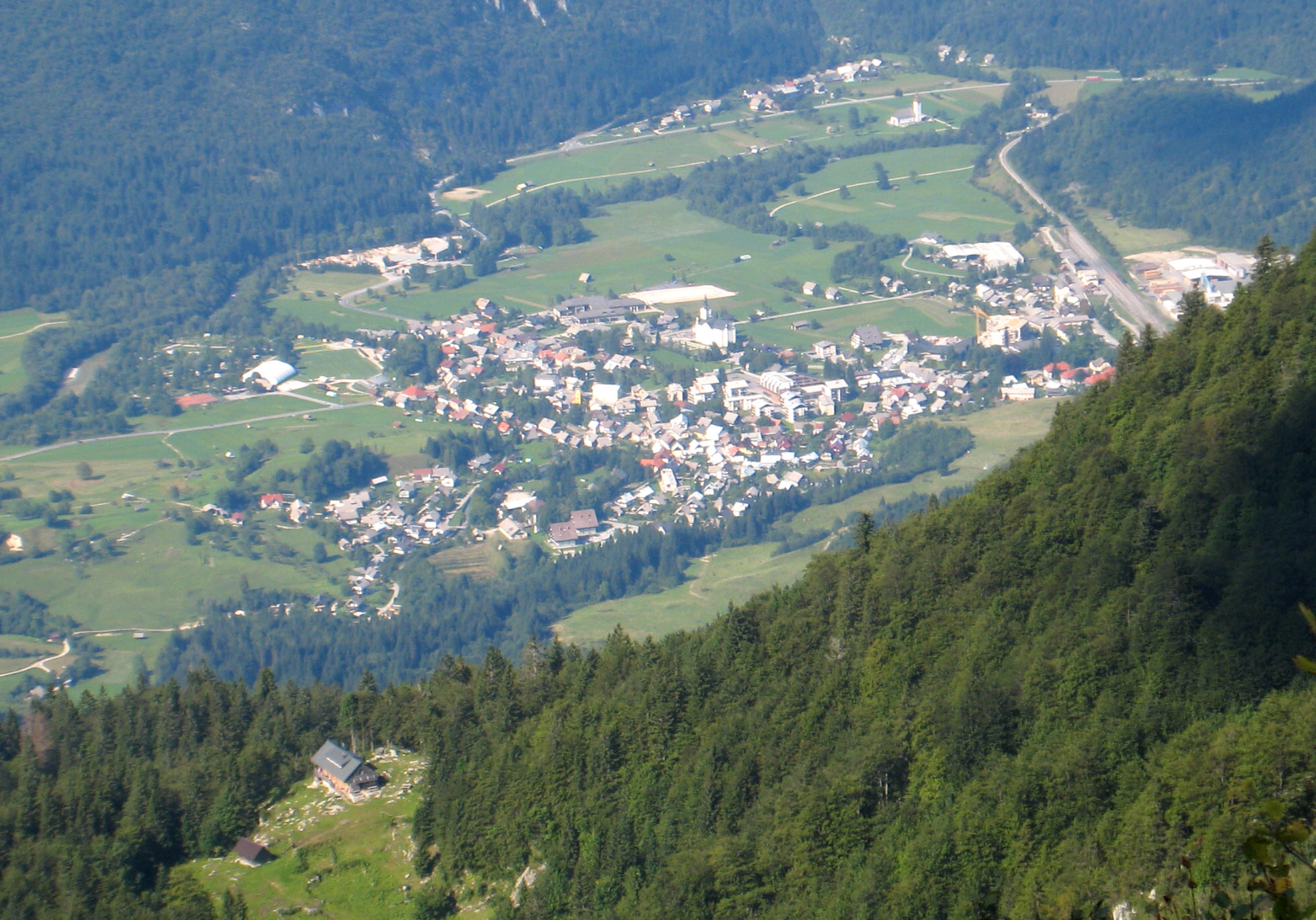
Bohinjska Bistrica von oben
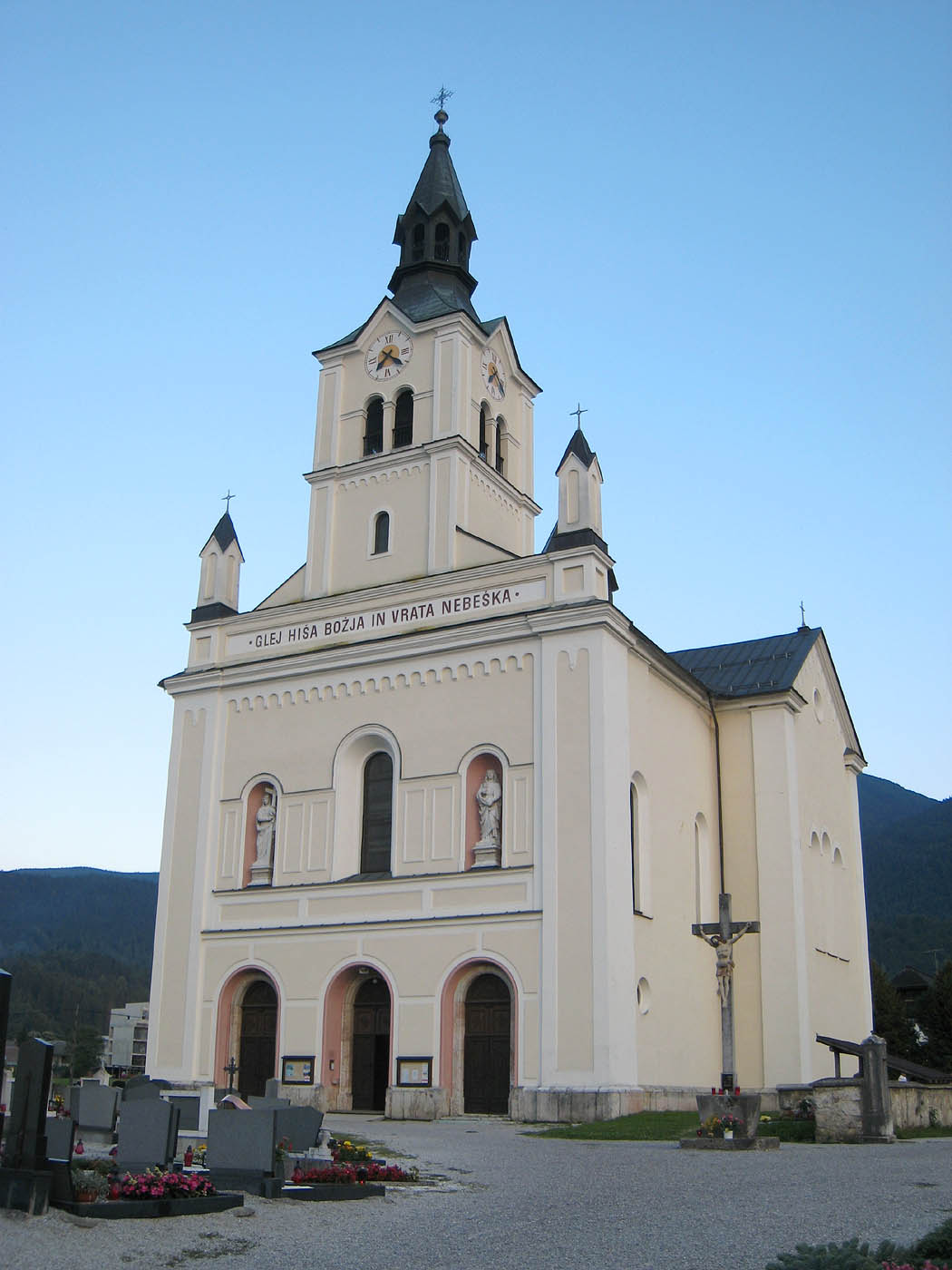
Kirche in Bohinjska Bistrica
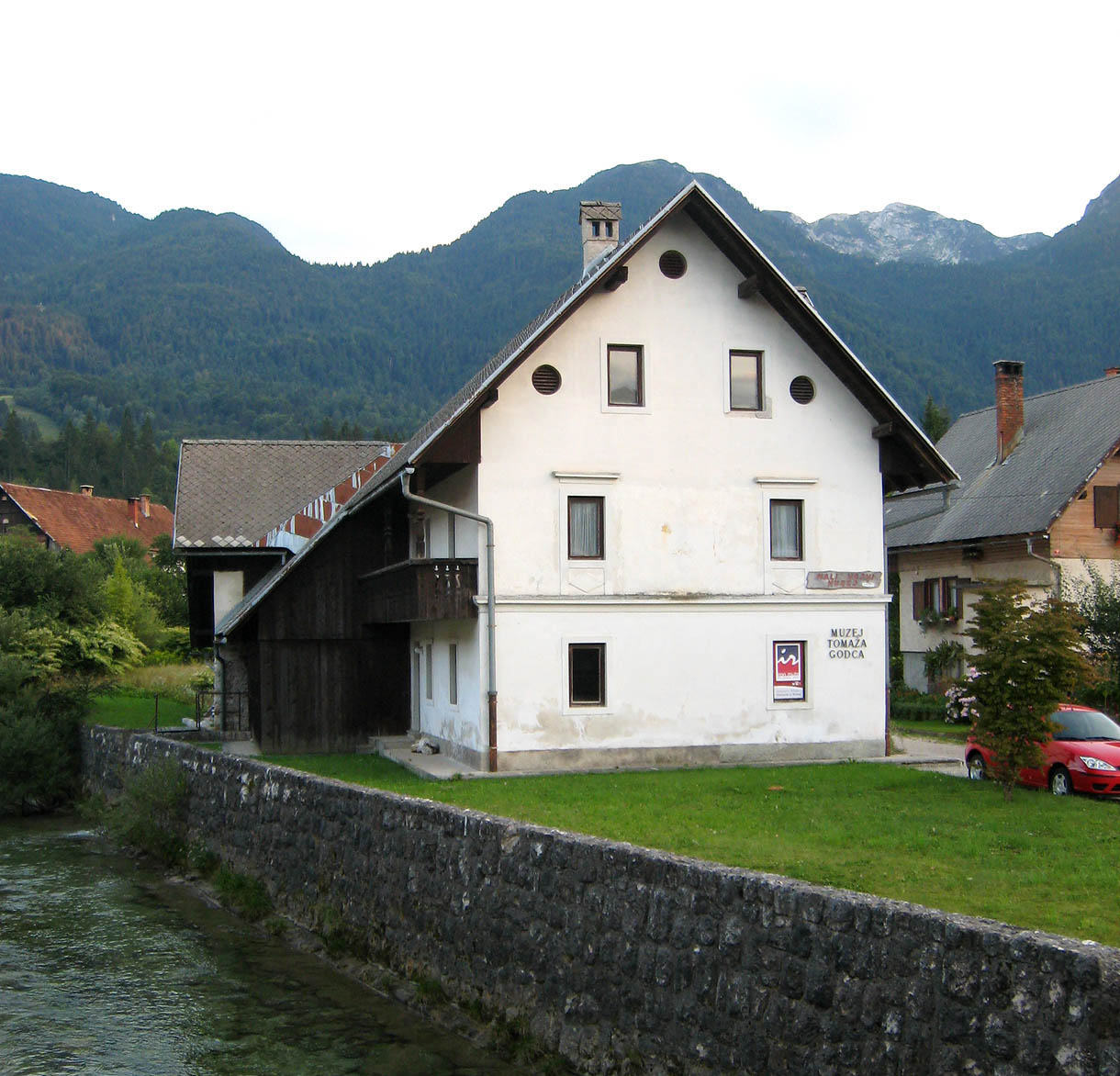
Tomaž-Godec-Museum

## Söhne und Töchter
- Marian Koller (1792–1866), Benediktiner, Mathematiker und Astronom